# 錫爾弗克里克鎮區 (明尼蘇達州萊克縣)
錫爾弗克里克鎮區（英語：Silver Creek Township）是位於美國明尼蘇達州萊克縣的一個行政鎮區。

## 地方資料
錫爾弗克里克鎮區的面積為767.76平方千米，當中陸地面積為763.30平方千米，而水域面積為4.45平方千米。根據2020年美國人口普查的數據，當地共有人口1192人，而人口密度為每平方千米1.55人。